# Železniční trať Sélestat–Saverne
Železniční trať ze Sélestat do Saverne je francouzská železniční trať se standardním rozchodem, která protíná úpatí Vogéz a alsaské vinice v departementu Bas-Rhin. Úsek mezi obcemi Molsheim a Saverne však již pro železniční dopravu není využíván. Koleje v něm byly sneseny a částečně byl přebudován na cyklostezku.

## Historie
Koncesi na stavbu úseku Barr-Wasselonne získala dohodou s ministrem veřejných prací 1. května 1863 Compagnie des chemins de fer de l'Est. Tato dohoda byla schválena císařským dekretem 11. června 1863.
Trať byla otevřena ve třech etapách mezi lety 1864 a 1877:
- úsek Molsheim - Barr byl uveden do provozu 29. září 1864[1] současně s tratí ze Štrasburku do Molsheimu[2];
- úsek Molsheim - Wasselonne byl otevřen 15. prosince 1864[3];
- úseky z Barr do Sélestat a z Wasselonne do Saverne byly otevřeny 1. srpna 1877 císařským generálním ředitelstvím alsasko-lotrinských drah.[4][5]

V roce 1870 však vypukla prusko-francouzská válka a území Alsaska připadlo Německé říši. Patřilo jí až do roku 1918, kdy bylo po porážce Německa v 1. světové válce vráceno Francii. V době 2. světové války však bylo v letech 1940 až 1945 opět německé. 

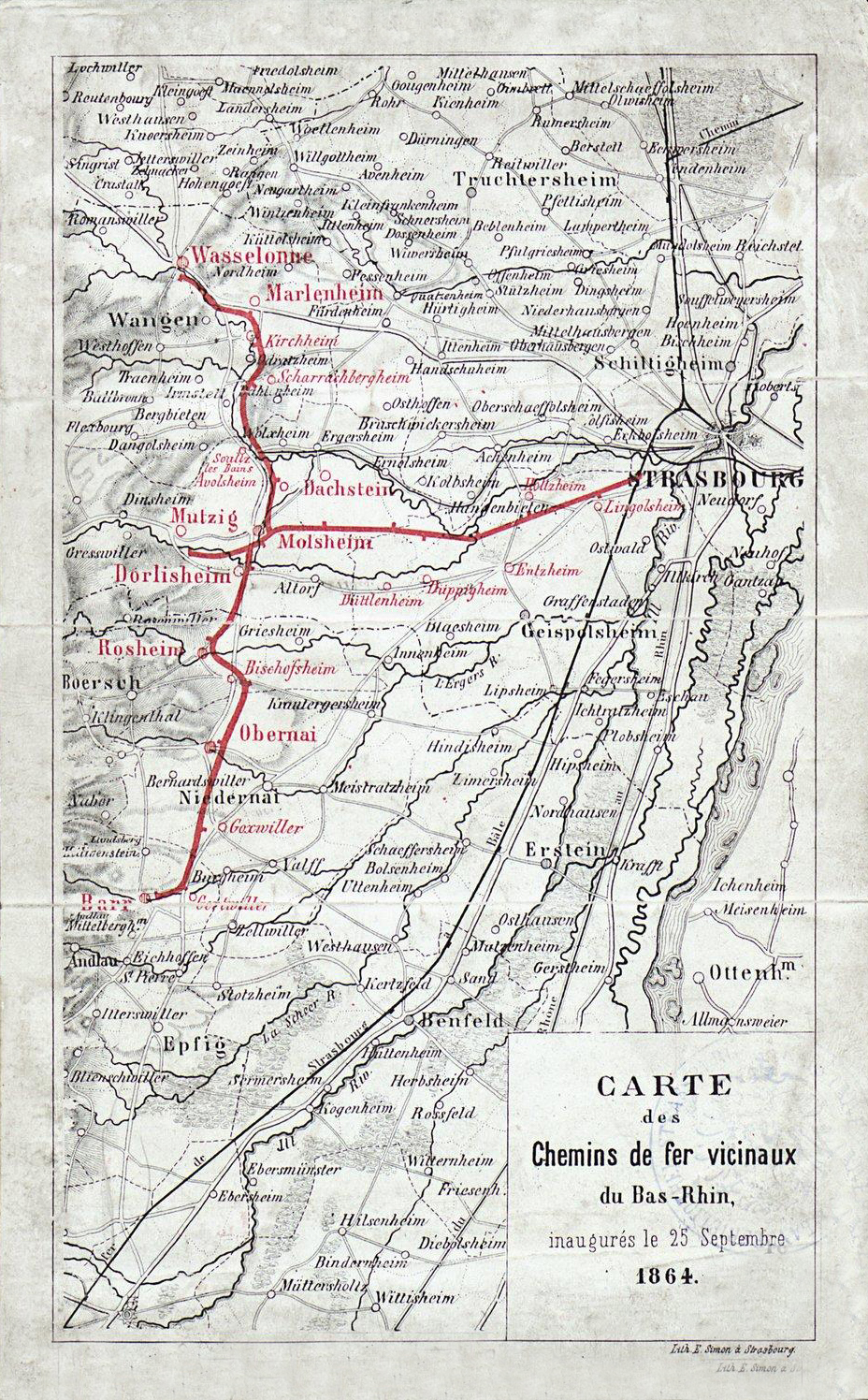
Místní dráhy slavnostně otevřené 25. září 1864.

### Částečné uzavření
Trať z Molsheimu do Saverne byla uzavřena pro osobní dopravu na jaře 1969. Nákladní doprava mezi Molsheim a Romanswiller pokračovala až do roku 1988.
V roce 1988 provozoval tým nadšenců turistický vlak tažený parní lokomotivou BR 80 346. „Turistický vlak údolím řeky Mossig“ vyjel na svou první cestu mezi Molsheim a Romanswiller 15. května 1988, podruhé 15. srpna téhož roku. Další jízdy se však nekonaly, protože SNCF požadovala za používání trati příliš vysoké nájemné.

## Fotogalerie

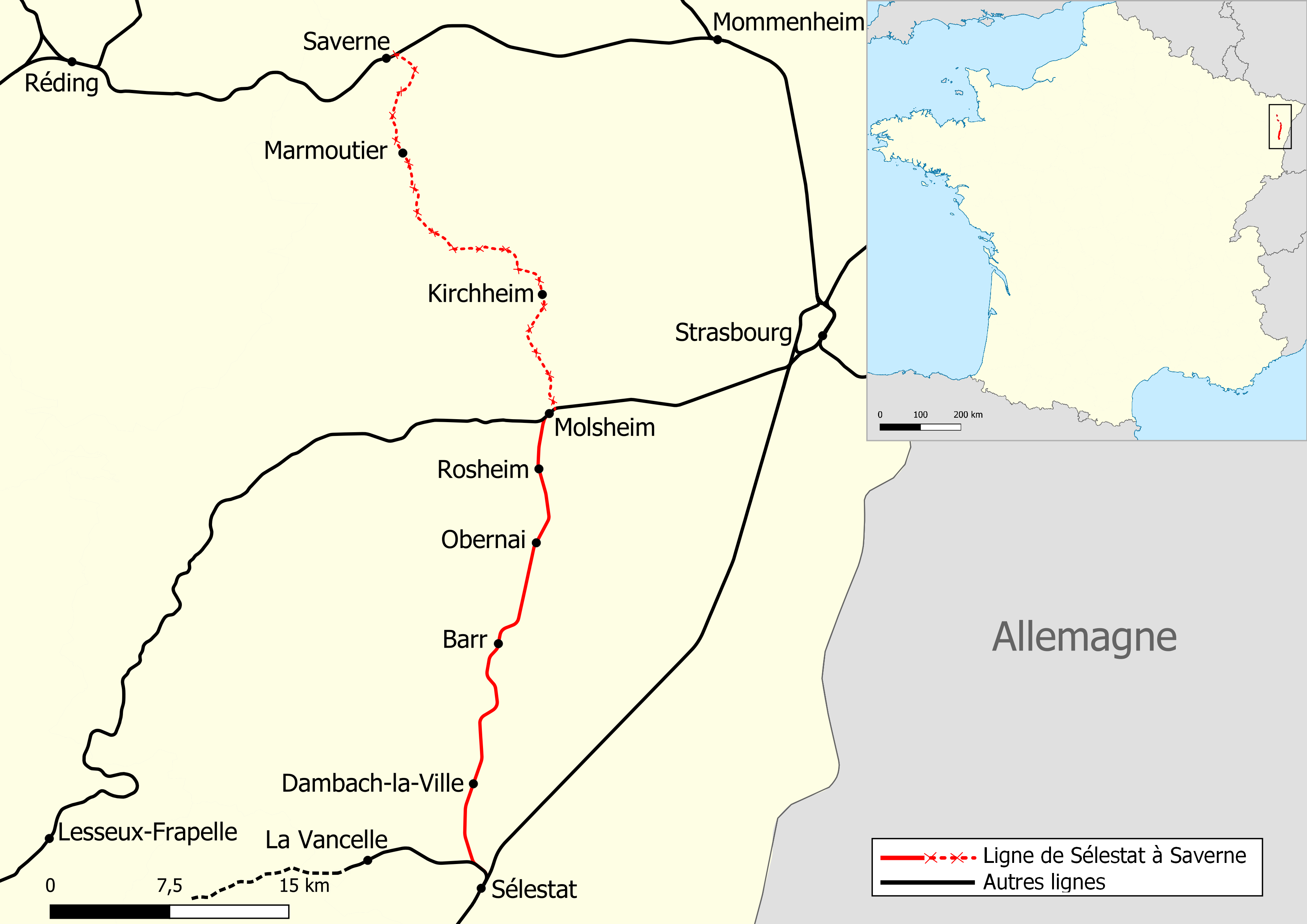
Trať Sélestat–Saverne a navazující linie
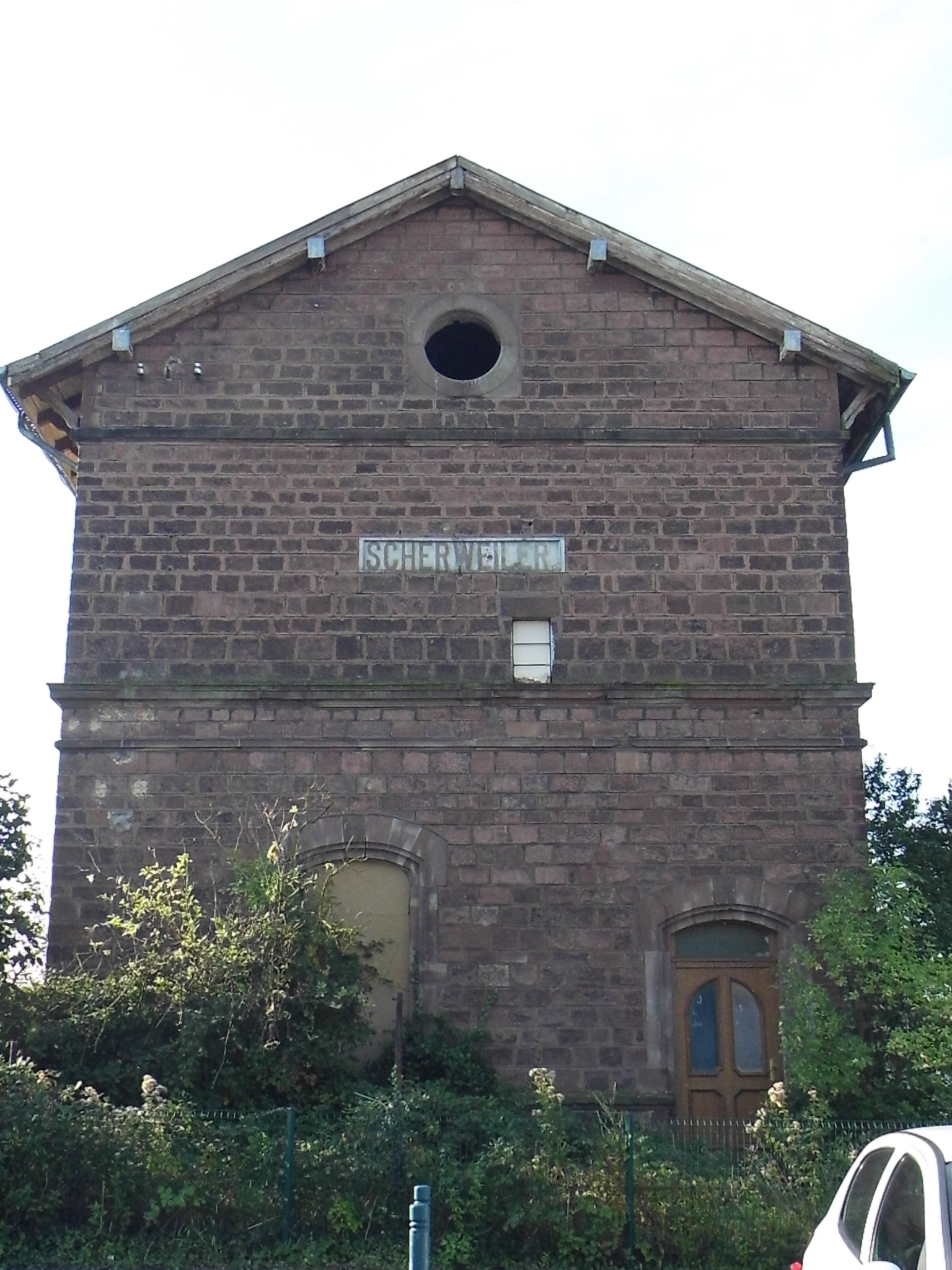
Nádraží v obci Scherwiller na funkční části trati, dosud však s německou podobou názvu Scherweiler (2014)
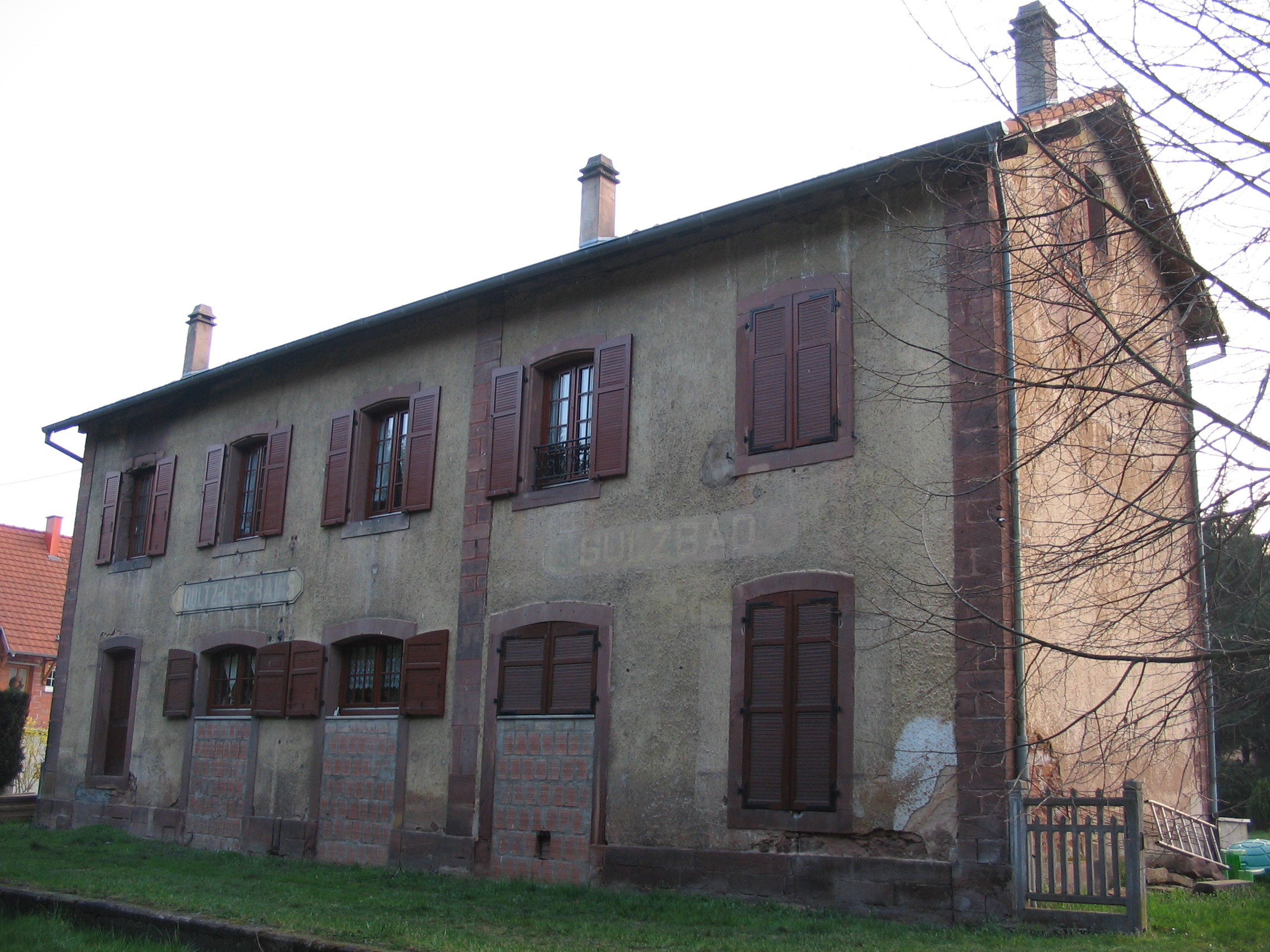
Bývalé nádraží ve stanici Soultz-les-Bains, na budově ještě viditelný německý název Sulzbad (2007)
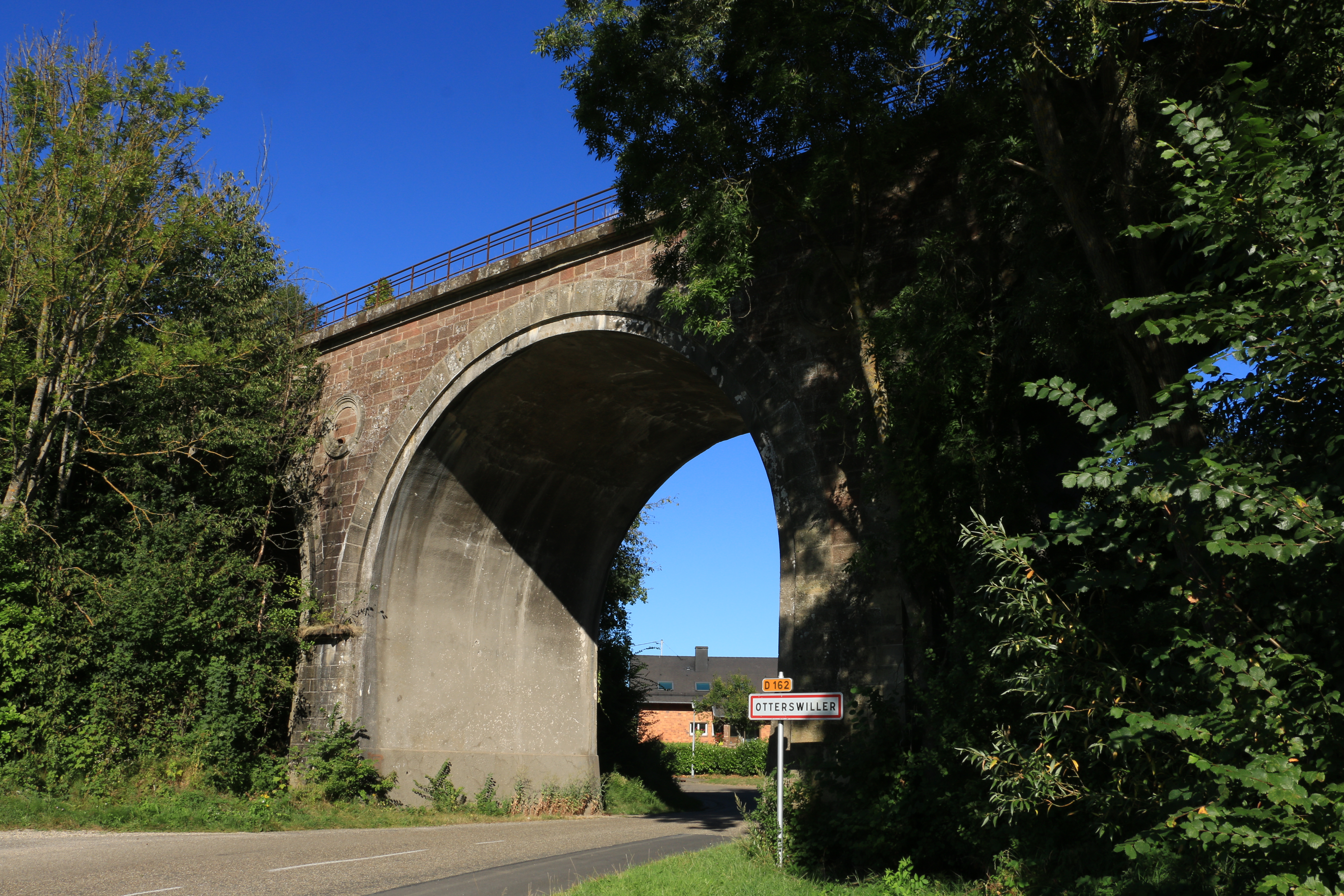
Viadukt na zrušené části trati u obce Otterswiller